# Малик-Ізвор (Ловецька область)
Ма́лик-Ізво́р (болг. Малък извор) — село в Ловецькій області Болгарії. Входить до складу общини Ябланиця.

## Населення
За даними перепису населення 2011 року у селі проживали 235 осіб.
Національний склад населення села:
| Національність   | Кількість осіб | Відсоток |
| ---------------- | -------------- | -------- |
| болгари          | 229            | 98,3%    |
| інша             | 3              | 1,3%     |
| Всього відповіли | 233            |          |

Розподіл населення за віком у 2011 році:
Динаміка населення: